# Цинклер, Владимир Борисович
Владимир Борисович Цинклер (в период выступлений за команду «Буревестник» был известен как Ве́львель Ци́нклер; 9 сентября 1937, Петровка, Бессарабия, Румыния — 22 марта 2016, Кишинёв, Молдова) — советский молдавский футболист и тренер. Заслуженный тренер Молдавской ССР.
Выступал за команду «Буревестник»/«Молдова»/«Авынтул» (ныне — «Зимбру», имел прозвище «Золотая ножка»).

## Биография
Вельвель (Велвл) Цинклер родился в бессарабском селе Петровка (ныне Тарутинского района Одесской области Украины), в семье закройщика. В годы румынской оккупации во время Великой Отечественной войны вместе с родителями и старшим братом был интернирован в Кишинёвском гетто, затем — в концентрационном лагере Печера в Транснистрии. После освобождения жил в Кишинёве, с 1951 года играл в юношеской команде клуба «Буревестник».
В 1955 году начал выступать нападающим за команду «Буревестник», вместе с которой девять лет подряд выступал в высшей лиге и входил в список 33-х лучших футболистов СССР; до 1966 года был капитаном команды. Провёл 182 игры в Высшей лиге чемпионата СССР. Первым из футболистов Молдавии получил звание мастера спорта СССР.
С 1967 года был тренером команды «Молдова» / «Нистру», в том числе главным тренером; старшим тренером в кишинёвском центре олимпийского резерва, возглавлял комратскую команду «Буджак» и кишинёвский «Конструкторул», работал в клубе «Зимбру» (последние годы был директором музея клуба).
Опубликовал книгу воспоминаний «Живу футболом» (2010). Член исполнительного комитета Федерации футбола Молдовы. Председатель молдавской республиканской Ассоциации бывших узников гетто и нацистских концлагерей. Кавалер ордена «Gloria Muncii».

## Семья
Первая жена — Анна Моисеевна Брохман (1939—1961); дочь Альбина (1959).
Вторая жена (с 1987 года) — Лидия Николаевна Абакумова, танцовщица.
Старший брат — Александр Цинклер, был тренером заводской футбольной команды «Молдавгидромаш».